# Yeliz Başa
Pour les articles homonymes, voir Basa.
Yeliz Başa (née Askan le 13 août 1987 à Beykoz) est une joueuse de volley-ball turque. Elle mesure 1,88 m et joue au poste d'attaquante. 

## Clubs
| Club                 | De        | À         |
| -------------------- | --------- | --------- |
| Beşiktaş İstanbul    | 2002-2003 | 2011-2012 |
| NEC Red Rockets      | 2012-2013 | 2012-2013 |
| Hyundai Hillstate    | 2013-2014 | 2013-2014 |
| NEC Red Rockets      | 2014-2015 | 2015-2016 |
| VK Prostějov         | 2016-2017 | 2016-2017 |
| Halkbank Ankara      | jan 2017  | mai 2017  |
| Gresik Petrokimia    | jan 2018  | mai 2018  |
| Nakhon Ratchasima    | mars 2019 | mai 2019  |
| Partizani Tirana     | 2019-2020 | 2019-2020 |
| Llaneras de Toa Baja | jan 2020  | …         |

## Palmarès

### Équipe nationale
- Ligue européenne
  - Vainqueur : 2014[3]

### Clubs
- V Première Ligue
  - Vainqueur : 2015.
- Championnat de Thaïlande
  - Vainqueur : 2019.
- Tournoi de Kurowashiki
  - Finaliste : 2013.
- Coupe de l'impératrice
  - Finaliste : 2015.